# Гердрих, Вера Владимировна
Вера Владимировна Гердрих (13 февраля 1914 — 22 февраля 2014, Москва) — советская театральная актриса. Заслуженная артистка РСФСР (1954).

## Биография
Вера Владимировна Гердрих родилась 13 февраля 1914 года. Впервые вышла на сцену в 7 лет. В 1938 году пришла играть в Театр Революции (позже Московский театр им. Маяковского), где работала до 1982 года и сыграла около 80 ролей.
После выхода на пенсию гастролировала с филармонией, много работала на радио, вела детскую передачу «Угадай-ка», играла в радиоспектаклях.
В 2009 году, отмечая своё 95-летие, стала главной героиней творческого вечера в Центральном Доме актёра им. Яблочкиной «Я — актриса Охлопковского театра!» (режиссёр Павел Тихомиров).
Умерла 22 февраля 2014 года. Урна с прахом захоронена на Ваганьковском кладбище (уч. 40).

## Награды
- Заслуженная артистка РСФСР (29.01.1954).

## Работы в театре
- «Таня» А. Арбузова — Таня; Шаманова
- «Дворянское гнездо» И. Тургенева — Лиза
- «Два веронца» Шекспира — Юлия
- «Царь Эдип» Софокла — Иокаста
- «Гамлет» Шекспира — Гертруда
- 1944 — «Сыновья трёх рек» — Сена
- 1948 — «Молодая гвардия» А. Фадеева — Ульяна Громова
- 1950 — «Прага остаётся моей» Ю. А. Буряковского — Густина Фучик
- 1953 — «Зыковы» М. Горького — Софья
- 1956 — «Аристократы» Н. Ф. Погодина — Татуированная
- 1957 — «Человек в отставке» А. В. Софронова; постановка В.  Дудина — Любовь Михайловна Подрезова
- 1961 — «Медея» Еврипида — Медея
- 1968 — «Между ливнями» А. П. Штейна — Баронесса
- 1968 — «Мамаша Кураж и её дети» Б. Брехта — Мамаша Кураж
- 1969 — «Конец книги шестой» — Мать вора Каспера
- 1970 — «Мария» А. Д. Салынского — Лидия Самойловна
- 1972 — «Медея» Еврепида — Корифейка хора
- 1973 — «Человек на своём месте» — Мать Ларисы Вересовой
- 1974 — «Характеры» В. М. Шукшина — Зоя Ерина и Соня Пьяных
- 1975 — «Гражданское дело» — Фетисова
- 2008 — «Парад Планет» (Героиня вечера), (реж. Павел Тихомиров) — Центральный Дом актёра им. А. А. Яблочкиной
- 2009 — «Я — актриса Охлопковского театра» — вечер посвящён 95-летию Веры Гердрих (реж. Павел Тихомиров) — Центральный Дом актёра им. А. А. Яблочкиной

## Радиоспектакли
- 1969 — «Счастье Яромила» — Софья Могилевская — ведущая
- 1978 — «Стойкий оловянный солдатик» — Ханс Кристиан Андерсен
- 1990 — «Зербино-дровосек» — Э. Лабуле — Фея
- «Угадай-ка» (радиопередача) — Вера Петровна, мама Галочки[4]